# Frans Van Damme
Frans van Damme (Hamme, 19 juli 1858 - Brussel, 30 april 1925) was een Belgisch kunstschilder die bekendstaat om zijn zeegezichten.

## Leven en werk
Frans van Damme is bekend geworden als marineschilder. Tot de leeftijd van 12 jaren volgde hij de lagere school te Sint-Niklaas. Hij verbleef in zijn jeugd te Waasmunster. Op 27-jarige leeftijd, in 1885, werd hij Professor aan de Koninklijke Academie voor Schone Kunsten van Antwerpen, en in 1887 aan de Academie te Brussel. Hij won de Prijs van Rome en verwierf gouden medailles te Tunis, te Parijs en te Sint-Petersburg, waar het beroemde Hermitagemuseum twee werken van hem bezit. Van Damme was een virtuoos, gevoelig schilder, wiens werk helemaal paste in de 19de-eeuwse traditie van opkomend impressionistisch realisme. Zijn werk is verwant aan dat van Louis Artan. Binnen deze traditie ging hij echter zijn eigen weg. Hij had verschillende verblijfplaatsen en zijn werk is zeer verspreid. Zijn leven kende een tragisch einde: zijn atelier te Zeebrugge werd in 1914 door een bombardement verwoest. Hij werd gedurende een jaar door de Duitsers gevangen gehouden en kwam geruïneerd uit de oorlog. Hij stierf in het Pachecho-hospitaal in Brussel op 30 april 1925. Hij was gescheiden van zijn vrouw, Jeanne Bourguignon en had twee zonen.
- RKD-Nederlands Instituut voor Kunstgeschiedenis: 90841
- Union List of Artist Names: 500133630
- Virtual International Authority File: 96646757